# 3831 Pettengill
3831 Pettengill este un asteroid din centura principală, descoperit pe 7 octombrie 1986 de Edward Bowell.